# Front (Designbüro)
Front ist ein schwedisches Designbüro, das in Stockholm ansässig ist.

## Geschichte
Das Designbüro wurde 2004 gegründet und besteht heute (2016) nur noch aus den zwei Designerinnen Sofia Lagerkvist (* 13. September 1972 in Eskilstuna) und Anna Lindgren (* 14. März 1974 in Stockholm). Das Büro hat bisher unter anderem für Firmen wie Moooi aus den Niederlanden, Kartell, Moroso (Italien) und Ikea gearbeitet. Ihre Arbeiten verfremden oft die natürlichen Vorlagen, so zum Beispiel  das Soft Wood Sofa, welches ein auf ein weiches Polster aufgedrucktes Polster ist, oder die im Wind flatternde Blow Away Vase aus Keramik. Ihr bekanntestes Werk ist ein lebensgroßes Metall- und Kunststoffpferd  mit Lampenschirm mit dem Namen Horse Lamp, welches 2000 für Moooi entworfen wurde.
Front hat unter anderem Stühle, Schränke, Lampen Kleiderständer und Gläser entworfen und eine Anzahl von Preisen erhalten, darunter am 5. November 2010 in Göteborg den mit 1 Million Schwedischen Kronen dotierten Torsten och Wanja Söderbergs Pris für ihre Innovationskraft.

## Auszeichnungen
- 2010: Elle Interriör für Formgebung
- 2010: Torsten och Wanja Söderbergs Pris
- 2010: Architektur und Wohnen: Designer des Jahres